# Atimura minima
Atimura minima là một loài bọ cánh cứng trong họ Cerambycidae.